# Basse-cour en folie
 (mars 2018).
Si vous disposez d'ouvrages ou d'articles de référence ou si vous connaissez des sites web de qualité traitant du thème abordé ici, merci de compléter l'article en donnant les références utiles à sa vérifiabilité et en les liant à la section « Notes et références ».
Pour plus de détails, voir Fiche technique et Distribution.
Basse-cour en folie (Fowl Weather) est un dessin animé de la série Merrie Melodies réalisé par Friz Freleng et sorti en 1953.